# 金旻澯
金旻澯（韓語：김민찬，羅馬化：Kim Min-Chan，1958年2月4日—），本名金元鎔（韓語：김민찬），韓國企業家與政治人物，曾在2008年舉行的第18屆韓國國會選舉以文化藝術黨比例代表候選人參選，亦曾以無黨籍身分角逐2017年韓國總統選舉。
2021年12月28日，韓流聯合黨提名金旻澯代表該黨參選2022年大韓民國總統選舉，僅得17,305票落選。